# 岩下大輝
岩下 大輝（いわした だいき、1996年10月2日 - ）は、石川県鳳珠郡能登町出身のプロ野球選手（投手）。右投右打。千葉ロッテマリーンズ所属。

## 経歴

### プロ入り前
小学校1年生の時に「内灘エンゼルス」で外野手として野球を始め、小学校4年生で諸江プリンスに移籍。星稜中学校を経て星稜高校に進み、1年生の秋にエースになった。
2年夏の甲子園大会では、1回戦の鳴門高校戦で先発登板。板東湧梧と投げ合い、6回まで1失点も、7回に8失点し、6回2/3を12安打9失点（自責点3）で降板。チームも敗退した。3年夏の第96回全国高等学校野球選手権石川大会では、山下亜文を擁する小松大谷高校との決勝戦で先発登板するも、3回を投げ6失点し4回から右翼手に回った。0-8となった9回の表に再登板し3者連続三振に打ち取ると、チームは9回の裏に自身の2点本塁打などで9点を入れ、逆転サヨナラ勝利を収めた。全国大会では3試合で先発登板、計25回2/3を投げ被安打16、奪三振24、失点10（自責点10）、防御率3.51の成績で、チームは3回戦敗退。高校通算では7本塁打を放った。1学年先輩に北村拓己がいた。
2014年10月23日に行われたプロ野球ドラフト会議では、千葉ロッテマリーンズに3位指名を受け、契約金5000万円、年俸600万円（金額は推定）で契約に合意した。背番号は46。

### ロッテ時代
2015年、8月27日のイースタン・リーグの東京ヤクルトスワローズ戦で二軍公式戦初登板し、2番手で1回を投げ3失点（自責点1）だった。この年はイースタン・リーグに2試合登板したものの、11月6日に右肘の内側側副靱帯の再建手術（トミー・ジョン手術）を受け、全治10か月の見込みと発表された。
2016年9月6日のチャレンジマッチでフューチャーズの一員として登板し、実戦復帰を果たした。しかし、イースタン・リーグでの登板は無くシーズンを終えた。
2017年はイースタン・リーグで15試合に登板し防御率2.48という成績を残したが、腰痛に悩まされ一軍登板は無く、11月14日に腰椎椎間板ヘルニアの手術を受けた。
2018年は7月21日に中継ぎとして一軍初昇格を果たすと、同24日の福岡ソフトバンクホークス戦、12回裏1点リードの場面でブルペンには岩下1人しか残っておらず、セーブシチュエーションでプロ初登板。味方の失策もあり1回1失点（自責点0）で初登板初セーブとはならなかった。8月1日の北海道日本ハムファイターズ戦ではプロ初ホールドを記録したものの、小林雅英投手コーチに先発適性を見いだされ、9月10日に出場選手登録を抹消され、二軍で先発調整となった。10月5日の東北楽天ゴールデンイーグルス戦でプロ初先発となり、6回無失点でプロ初勝利を挙げた。この年は一軍で18試合（2先発）に登板して1勝3敗6ホールド・防御率4.56という成績を残し、二軍ではイースタン・リーグ優秀選手賞を受賞した。オフに450万円増となる推定年俸1000万円で契約を更改した。
2019年は開幕ローテーション入りこそ逃したものの、開幕戦に先発した石川歩が2試合目の先発に向けた調整中に腰を痛め登録抹消となり、すぐに先発機会が巡ってきた。3試合目の先発となった4月17日のソフトバンク戦、6回無失点の好投でシーズン初勝利を挙げると、先発ローテーションに定着した。しかし、8月6日のソフトバンク戦で一塁ベースカバーに入った際に右足を負傷し、1イニングで降板。病院で検査した結果、右足関節内反捻挫と診断され、翌7日に出場選手登録を抹消された。一軍復帰した9月は中継ぎとして登板し、この年は21試合（17先発）に登板。5勝3敗1ホールド・防御率3.64という成績を残し、オフの契約更改では1500万円増となる推定年俸2500万円でサインし、また小学校の同級生である一般女性との結婚を発表した。
2020年はオープン戦・練習試合で結果を残せなかったが、西野勇士が右肘内側側副靭帯損傷により離脱。西野と入れ替わる形で開幕ローテーション入りを果たし、シーズン初登板となった6月25日のオリックス・バファローズ戦で5回2/3を無失点の好投でシーズン初勝利を挙げ、その後も先発ローテーションを守り続けた。しかし、10月4日に新型コロナウイルスに感染したことが発表され、翌5日に「特例2020」として出場選手登録を抹消された。10月25日のオリックス戦で一軍復帰を果たし、11月8日の埼玉西武ライオンズ戦、CS進出に向けて負けられない一戦となったこの試合ではシーズン初のリリーフ登板。2回1/3を無失点に抑える好救援で勝利投手となった。この年は新型コロナウイルスの影響で120試合制の短縮シーズンであったが、17試合（16先発）の登板で7勝7敗・防御率4.20という成績を残し、オフに1000万円増となる推定年俸3500万円で契約を更改した。
2021年も開幕ローテーション入りを果たし、前半戦だけで自己最多を更新する8勝を記録したが、後半戦に入り3先発で防御率12.00と大きく調子を落とし、9月2日に出場選手登録を抹消された。同18日に再登録となったが、10月8日の日本ハム戦で6回6失点を喫すると、続く同15日のソフトバンク戦では5回1失点も初回から制球に苦しみ、シーズン最終盤はリリーフに配置転換された。リリーフでも不調は続き、後半戦は1勝も挙げることができず、レギュラーシーズンは23試合（21先発）の登板で8勝8敗1ホールド・防御率4.43という成績であった。ポストシーズンではCSファイナルステージ第3戦に先発し、6回2失点と好投を見せた。オフに1000万円増となる推定年俸4500万円で契約を更改した。
2022年は3月2日のオリックスとのオープン戦に登板し、自己最速タイの153km/hを2度計測するなど、2イニングを無失点に抑えたが、この試合を最後に実戦登板が無く、3月28日に右肘関節クリーニング手術を受け、全治3か月の見込みであることが同29日に球団から発表された。復帰には時間を要し、8月7日の二軍戦でようやく実戦復帰となり、同24日に出場選手登録。翌8月25日の西武戦でリリーフとしてシーズン初登板を果たすと、シーズン終了まで一軍に帯同した。本人は「今年一軍で投げたなかで納得いく試合が1試合、2試合くらいだった。正直あまり調子が上がりきらずにやっていました」と話したものの、この年は14試合のリリーフ登板で1勝0敗3ホールド・防御率0.55を記録。オフに300万円減となる推定年俸4200万円で契約を更改した。
2023年は第5回WBCの日本代表予備登録メンバーに選出され、本戦を2日後に控えた3月7日の強化試合では、代表メンバーを温存するために2番手として登板し、3イニングを1失点に抑えた。レギュラーシーズンでは開幕を二軍で迎えるも、4月26日に出場選手登録。5月21日の楽天戦では先発予定の森遼大朗が背中の張りで急遽登板を回避し、2年ぶりの先発マウンドに上がり、1イニングを無失点に抑えた。その後もリリーフとして登板を重ね、16試合の登板で1勝0敗2ホールド・防御率1.65を記録していたが、7月3日に出場選手登録を抹消された。8月18日に再登録されるも、9月28日に登録抹消。吉井理人監督が「侍のバックアップメンバーで投げたころから、ちょっとつらそうだったので。あのころは原因がまだ分からなかったんですけれども」と話したように春先から体調に異変があり、国指定の難病である胸椎黄色靱帯骨化症と診断され、10月3日に福島県内の病院で手術を受けた。この年は27試合（1先発）の登板で1勝0敗3ホールド・防御率2.93という成績を残し、オフに現状維持となる推定年俸4200万円で契約を更改した。
2024年3月7日の春季教育リーグで実戦復帰。4月25日に出場選手登録され、同日のソフトバンク戦で一軍復帰登板となり、最速は153km/hを計測し、1回無失点に抑えた。5月26日のソフトバンク戦では、ブルペンデーの1番手として先発するなど、12試合の登板で2勝0敗2ホールド・防御率0.79を記録していたものの、6月7日に登録抹消。吉井理人監督は「彼は前年手術しているので、休憩という感じで」と説明し、7月12日に再登録され、同14日のオリックス戦では1イニングを三者凡退に抑えた。ただ、その後の8登板では、無失点に抑えたのは3試合のみと調子を落とし、8月13日に登録抹消。その後の一軍昇格は果たせずにシーズンを終え、この年は21試合（1先発）の登板で2勝0敗3ホールド・防御率2.91という成績であった。

## 選手としての特徴・人物
最速153km/hのストレート、カーブ、縦・横2種類のスライダー、フォークなどを投げる。
50メートル走のタイムは6秒4、遠投100メートル。
愛称は「ガンちゃん」。
登場曲は背番号46にちなんで、欅坂46のライブ開始時に流れていたOvertureである。
ただし、本人は当初なんでもいいと思い、最近聴いた曲の中で気持ちが上がる曲として選曲していたが、本人の想像以上にファンが盛り上がるようになって定着した。
欅坂46が櫻坂46に改名した2021年シーズン以降は欅坂→櫻坂と両方の曲が流れるようになっている。
「岩下の新生姜」と苗字が同じである縁で、2018年10月5日に自身が初勝利をした際には岩下の新生姜1年分が贈られ、2019年シーズンに岩下食品とスポンサー契約を結んだ。
2021年12月11日に、故郷である石川県内灘町のふるさと大使を委嘱された。

## 詳細情報

### 年度別投手成績
| 年 度     | 球 団     | 登 板 | 先 発 | 完 投 | 完 封 | 無 四 球 | 勝 利 | 敗 戦 | セ 丨 ブ | ホ 丨 ル ド | 勝 率 | 打 者 | 投 球 回 | 被 安 打 | 被 本 塁 打 | 与 四 球 | 敬 遠 | 与 死 球 | 奪 三 振 | 暴 投 | ボ 丨 ク | 失 点 | 自 責 点 | 防 御 率 | W H I P |
| --------- | --------- | ----- | ----- | ----- | ----- | -------- | ----- | ----- | -------- | ----------- | ----- | ----- | -------- | -------- | ----------- | -------- | ----- | -------- | -------- | ----- | -------- | ----- | -------- | -------- | ------- |
| 2018      | ロッテ    | 18    | 2     | 0     | 0     | 0        | 1     | 3     | 0        | 6           | .250  | 117   | 25.2     | 28       | 0           | 13       | 0     | 1        | 17       | 1     | 0        | 14    | 13       | 4.56     | 1.60    |
| 2019      | ロッテ    | 21    | 17    | 0     | 0     | 0        | 5     | 3     | 0        | 1           | .625  | 406   | 96.1     | 80       | 14          | 47       | 1     | 2        | 74       | 2     | 0        | 44    | 39       | 3.64     | 1.36    |
| 2020      | ロッテ    | 17    | 16    | 0     | 0     | 0        | 7     | 7     | 0        | 0           | .500  | 393   | 90.0     | 98       | 11          | 35       | 1     | 3        | 74       | 4     | 1        | 44    | 42       | 4.20     | 1.48    |
| 2021      | ロッテ    | 23    | 21    | 0     | 0     | 0        | 8     | 8     | 0        | 1           | .500  | 514   | 120.0    | 110      | 14          | 46       | 1     | 2        | 87       | 7     | 0        | 59    | 59       | 4.43     | 1.30    |
| 2022      | ロッテ    | 14    | 0     | 0     | 0     | 0        | 1     | 0     | 0        | 3           | 1.000 | 61    | 16.1     | 6        | 1           | 8        | 1     | 0        | 9        | 1     | 0        | 1     | 1        | 0.55     | 0.86    |
| 2023      | ロッテ    | 27    | 1     | 0     | 0     | 0        | 1     | 0     | 0        | 3           | 1.000 | 130   | 30.2     | 25       | 2           | 14       | 3     | 1        | 28       | 3     | 0        | 11    | 10       | 2.93     | 1.27    |
| 2024      | ロッテ    | 21    | 1     | 0     | 0     | 0        | 2     | 0     | 0        | 3           | 1.000 | 85    | 21.2     | 13       | 2           | 9        | 0     | 0        | 13       | 2     | 0        | 7     | 7        | 2.91     | 1.02    |
| 通算：7年 | 通算：7年 | 141   | 58    | 0     | 0     | 0        | 25    | 21    | 0        | 17          | .544  | 1706  | 400.2    | 360      | 44          | 172      | 7     | 9        | 302      | 20    | 1        | 180   | 171      | 3.84     | 1.33    |

- 2024年度シーズン終了時
- 各年度の太字はリーグ最多

### 年度別守備成績
| 年 度 | 球 団  | 投手  | 投手  | 投手  | 投手  | 投手  | 投手     |
| 年 度 | 球 団  | 試 合 | 刺 殺 | 補 殺 | 失 策 | 併 殺 | 守 備 率 |
| ----- | ------ | ----- | ----- | ----- | ----- | ----- | -------- |
| 2018  | ロッテ | 18    | 1     | 7     | 0     | 0     | 1.000    |
| 2019  | ロッテ | 21    | 11    | 18    | 1     | 2     | .967     |
| 2020  | ロッテ | 17    | 3     | 15    | 1     | 1     | .947     |
| 2021  | ロッテ | 23    | 1     | 10    | 1     | 1     | .917     |
| 2022  | ロッテ | 14    | 1     | 2     | 0     | 0     | 1.000    |
| 2023  | ロッテ | 27    | 2     | 3     | 0     | 0     | 1.000    |
| 2024  | ロッテ | 21    | 3     | 1     | 0     | 0     | 1.000    |
| 通算  | 通算   | 141   | 22    | 56    | 3     | 4     | .963     |

- 2024年度シーズン終了時

### 記録
初記録
投手記録
- 初登板：2018年7月24日、対福岡ソフトバンクホークス11回戦（京セラドーム大阪）、12回裏に9番手で救援登板・完了、1回1失点（自責0）
- 初奪三振：2018年7月29日、対埼玉西武ライオンズ16回戦（ZOZOマリンスタジアム）、8回表に秋山翔吾から空振り三振
- 初ホールド： 2018年8月1日、対北海道日本ハムファイターズ17回戦（帯広の森野球場）、8回裏に4番手で救援登板、1/3回無失点
- 初先発・初勝利・初先発勝利：2018年10月5日、対東北楽天ゴールデンイーグルス23回戦（楽天生命パーク宮城）、6回無失点

打撃記録
- 初打席：2019年6月19日、対広島東洋カープ2回戦（マツダスタジアム）、3回表に大瀬良大地から見逃し三振[86]

### 背番号
- 46（2015年[10] - ）

### 登場曲
- 「Overture」欅坂46（2018年 - ）
- 「Overture」櫻坂46（2022年 - ）